# Vela ai Giochi della V Olimpiade - 10 metri
La competizione della categoria 10 metri  di vela ai Giochi della V Olimpiade si tenne dal 20 al 22 luglio 1912 presso il Royal Swedish Sailing Society a Nynäshamn

## Risultati
Si disputarono 2 regate sulla distanza di 36,2 miglia nautiche. La classifica era stilata secondo i punti assegnati nelle varie regate per primi (7 al primo, 3 al secondo, 1 al terzo). A pari punti si disputò una terza regata di spareggio.
| Pos.    | Barca            | Equipaggio | 1ª regata | 1ª regata | 1ª regata | 2ª regata | 2ª regata | 2ª regata | Punti Totali | Spareggio | Spareggio |
| Pos.    | Barca            | Equipaggio | Pos.      | Tempo     | Punti     | Pos.      | Tempo     | Punti     | Punti Totali | Pos.      | Tempo     |
| ------- | ---------------- | --- | --------- | --------- | --------- | --------- | --------- | --------- | ------------ | --------- | --------- |
| Oro     | Kitty Svezia     | Carl Hellström Erik Wallerius Harald Wallin Humbert Lundén Herman Nyberg Harry Rosenswärd Paul Isberg Filip Ericson | 1         | 3h46'04"  | 7         | 1         | 3h43'51"  | 7         | 14           |           |           |
| Argento | Nina Finlandia   | Harry Wahl Waldemar Björkstén Jacob Björnström Bror Brenner Allan Franck Erik Lindh Juho Aarne Pekkalainen          | 2         | 3h59'07"  | 3         | 3         | 3h50'09"  | 1         | 4            | 1         | 4h21'41"  |
| Bronzo  | Gallia II Russia | Iosif Shomaker Esper Beloselsky Ernest Brashe Karl Lindholm Nikolay Pushnitsky Aleksandr Rodionov Philip Strauch    | 3         | 3h59'20"  | 1         | 2         | 3h45'38"  | 3         | 4            | 2         | 4h23'17"  |
| 4       | Marga Svezia     | Wilhelm Forsberg Björn Bothén Bertil Bothén Erik Lindén Erik Waller Arvid Perslow                                   | 4         | 4h01'11"  | -         | 4         | 3h50'30"  | -         | -            |           |           |